# Центральна вулиця (Київ)
Центральна ву́лиця — вулиця в Дарницькому районі міста Києва, житловий масив Осокорки. Пролягає від Проспекту Миколи Бажана без кінця. Вулиця знаходиться в селі Осокорки та майже виходить межі Києва.
Прилучаються вулиці Маслівка, Зарічна та інші Садові вулиці